# Monstruo de los mangones
El monstruo de los mangones es el nombre dado a un asesino en serie colombiano sin identificar, al que se le atribuyen entre 30 y 38 asesinatos durante la década de 1960 y 1970 en la ciudad de Cali. Se cree que era oriundo de esta ciudad, donde secuestraba y posteriormente asesinaba a la mayoría de sus víctimas que solían ser menores de edad, en diversos terrenos baldíos localizados en zonas alejadas.
Fue uno de los casos más relevantes y de mayor popularidad en aquellos años. Para algunos, el monstruo de los mangones fue solo una leyenda o un mito, sin embargo, otros creen que el personaje en sí fue real siendo incluso comparado con Luis Alfredo Garavito.
El modus operandi estuvo caracterizado por la inserción de agujas en el corazón o el tórax, agresiones, violaciones sexuales y torturas. Se dice que comúnmente utilizaba jeringas para extraer la sangre de los menores y adolescentes a los que encontraban pálidos. Se le describía como un auténtico sádico violador, un personaje oscuro y demente, una especie de vampiro humano.

## Historia
Durante la década de 1960, en la ciudad de Cali se vivía un ambiente de incertidumbre y temor por la desaparición de varios adolescentes y menores de edad. El 5 de noviembre de 1963 se supo de un asesinato hacia un menor de edad que ejercía el oficio de voceador de periódicos, en el oeste de la ciudad caleña. Desde entonces, se siguieron presentando más casos de menores asesinados. El 4 diciembre de ese mismo año, otro menor fue encontrado muerto en unos pastizales, al norte de la ciudad, en lo que sería el segundo homicidio. En el mismo mes de diciembre, exactamente el 12, un tercer cuerpo sin ojos fue descubierto muy cerca del río Aguacatal. Dos cuerpos más fueron encontrados antes de finalizar el año, uno en las cercanías de la estación del Ferrocarril y otro en Prados del Norte.
Al finalizar el año, se contabilizaron 5 homicidios hacía menores de edad entre los meses de noviembre y diciembre. En enero de 1964, las autoridades caleñas encontraron el cuerpo de un menor momificado; solo 2 días después de esto se volvió a descubrir los restos de un adolescente de 12 años llamado Alberto Garzón. Otros 3 cadáveres fueron registrados en ese mismo mes, en distintos sectores de la localidad. Entre los meses de febrero, marzo y abril del mismo año se presentaron otros 3 asesinatos, uno muy cerca de Tequendama, otro en Puerto Mallarino y un último caso en un potrero.
Ante la ola de asesinatos, la fuerza pública emitió una serie de comunicados a la ciudadanía donde explicaban que estos cuerpos fueron literalmente sacados de los cementerios y posteriormente lanzados en distintas zonas de la ciudad, en la mayoría de ellos en lugares desolados. Muy a pesar de esto, gran parte de la prensa y la opinión pública exigía la verdad sobre estos casos, teniendo en cuenta que la población de Cali se encontraba con temor y angustia.
Los crímenes se detuvieron durante varios meses, aunque se volvieron a presentar más casos a finales de 1964. Se cree que todos estos sucesos cobraron la vida de entre 30 y 38 adolescentes y menores de edad. Nunca se pudo esclarecer con certeza quien fue el autor material de todos estos crímenes, sin embargo, se cree que fue un individuo al que se le conocía en ese entonces como el Monstruo de los mangones.

## Adaptación cinematográfica
Esta historia dio lugar a una película llamada Pura sangre, obra de Luis Ospina. La historia narra los sucesos de un personaje que necesita sangre fresca de niños y adolescentes ya que padece de una extraña enfermedad. El filme salió en 1982 y gran parte de las escenas se rodaron en la ciudad de Cali y otra en Nueva York; tuvo un coste de 16 millones de pesos colombianos, fue estrenada en el Festival Internacional de Cine de Cartagena de Indias y se le considera el «primer filme colombiano de terror con calidad internacional».
La cinta colombiana también toca temas relacionados al vampirismo, al tratarse de un individuo que necesita ingerir sangre para poder sobrevivir.